# Minimální mzda ve vybraných evropských zemích
Minimální hrubá měsíční mzda v eurech nebo v jednotkách parity kupní síly je sledována dvakrát ročně. Tato datová sada byla připravena  na základě dat získaných od úřadu Eurostat. 
Stav k únoru 2023.

## Minimální mzda nominální
Celostátní minimální měsíční mzdy v eurech před srážkou daně z příjmů a příspěvků na sociální pojištění.
Neupraveno o inflaci.
| Pořadí | Země               | Minimální měsíční mzda (v eurech) |
| ------ | ------------------ | --------------------------------- |
| 1      | Lucembursko        | 2387                              |
| 2      | Nizozemsko         | 1934                              |
| 3      | Spojené království | 1904                              |
| 4      | Belgie             | 1842                              |
| 5      | Irsko              | 1808                              |
| 6      | Německo            | 1744                              |
| 7      | Francie            | 1648                              |
| 8      | Španělsko          | 1080                              |
| 9      | Slovinsko          | 843                               |
| 10     | Česko              | 729                               |
| 11     | Řecko              | 684                               |
| 12     | Portugalsko        | 677                               |
| 13     | Polsko             | 503                               |
| 14     | Estonsko           | 540                               |
| 15     | Slovensko          | 520                               |
| 16     | Chorvatsko         | 462                               |
| 17     | Turecko            | 449                               |
| 18     | Maďarsko           | 445                               |
| 19     | Lotyšsko           | 430                               |
| 20     | Rumunsko           | 409                               |
| 21     | Litva              | 555                               |
| 22     | Bulharsko          | 261                               |

## Standard kupní síly
Minimální hrubá měsíční mzda v jednotkách parity kupní síly.
| Pořadí | Země               | Minimální měsíční mzda (v jednotkách kupní síly) |
| ------ | ------------------ | ------------------------------------------------ |
| 1      | Lucembursko        | 1 465,56                                         |
| 2      | Nizozemsko         | 1 352,47                                         |
| 3      | Belgie             | 1 293,82                                         |
| 4      | Irsko              | 1 236,72                                         |
| 5      | Francie            | 1 220,41                                         |
| 6      | Spojené království | 1 139,46                                         |
| 7      | Řecko              | 917,47                                           |
| 8      | Slovinsko          | 890,52                                           |
| 9      | Malta              | 843,30                                           |
| 10     | Španělsko          | 773,80                                           |
| 11     | Portugalsko        | 646,19                                           |
| 12     | Turecko            | 574,59                                           |
| 13     | Polsko             | 554,61                                           |
| 14     | Chorvatsko         | 520,86                                           |
| 15     | Slovensko          | 445,31                                           |
| 16     | Česko              | 439,37                                           |
| 17     | Maďarsko           | 432,45                                           |
| 18     | Lotyšsko           | 407,23                                           |
| 19     | Estonsko           | 370,36                                           |
| 20     | Litva              | 365,04                                           |
| 21     | Rumunsko           | 271,56                                           |
| 22     | Bulharsko          | 242,91                                           |

Od 1. ledna 2024 je minimální mzda v Rusku 19 242 RUB.